# Río Lana
Río Lana är en ort i Mexiko.   Den ligger i kommunen San Pedro Quiatoni och delstaten Oaxaca, i den sydöstra delen av landet, 400 km sydost om huvudstaden Mexico City. Río Lana ligger 1 179 meter över havet och antalet invånare är 144.
Terrängen runt Río Lana är kuperad åt sydväst, men åt nordost är den bergig. Río Lana ligger nere i en dal. Runt Río Lana är det glesbefolkat, med 11 invånare per kvadratkilometer. Närmaste större samhälle är San Pedro Quiatoni, 11,1 km öster om Río Lana. I omgivningarna runt Río Lana växer i huvudsak blandskog.